# Nora García
Nora María García Burgos (Montería, Córdoba; 15 de maio de 1956) é uma política e administradora colombiana. É senadora da Colômbia desde 2010.